# Géza Lengyel
Géza Lengyel (Salgótarján, 23 de diciembre de 1884 - Budapest, 4 de junio de 1965), fue un profesor, agrónomo, y botánico húngaro cuyas actividades estaban enraizadas en los principios teóricos y científicos de la botánica.
En la capital, llevó a cabo su enseñanza primaria y secundaria, en botánica, zoología y geografía: Obtuvo un doctorado en 1907, en la Universidad de Budapest . En 1904 trabajó con Sándor Mágócsy-Dietz como aprendiz en el Instituto botánico de la universidad, y en 1907 fue ascendido a asistente. En 1908 trabajó en la "Estación de Ensayos de Semillas en Budapest", profesor asistente, y desde 1937 fue "Director de Agricultura". Se retiró en 1940, cuando se retiró. Paralelamente, desde 1929 enseñó en la Universidad Eötvös Loránd y en 1934 en la Universidad de Budapest de Tecnología y Economía.

## Reconocimientos
- Miembro de la Academia Húngara de Ciencias

## Eponimia
- (Asteraceae) Centaurea lengyelii J.Wagner[1]
- (Ranunculaceae) Aconitum × lengyelii J.Gáyer[2]
- (Ranunculaceae) Aconitum lengyelii nothosubsp. walasii Mitka[3]
- (Rosaceae) Rubus lengyelii Kupcsok[4]
- (Scrophulariaceae) Rhinanthus lengyelii Soó[5]
- (Tiliaceae) Tilia × lengyelii J.Wagner[6]

## Algunas publicaciones

### Libros
- A magyar lucernamag származási vizsgálata. Budapest. 1929
- A magyar vetőmagvizsgálat: Magyarország vetőmagtermesztése és vetőmagkereskedelme. Budapest. 1930
- Külföldi lóherevetőmag. Budapest. 1931
- Degen Árpád emlékezete (1866–1934). Pécs. 1936
- A búza gyommagvai és a gabonaszemek növényi betegségei. Budapest. 1937
- Méhek és virágok. Budapest. 1943